# Braziliaanse sierschildpad
De Braziliaanse sierschildpad (Trachemys dorbigni, soms gespeld als Trachemys dorbignyi) is een schildpad uit de familie moerasschildpadden (Emydidae). De soort werd voor het eerst wetenschappelijk beschreven door André Marie Constant Duméril & Gabriel Bibron in 1835. Oorspronkelijk werd de wetenschappelijke naam Emys dorbigni gebruikt. De schildpad wordt ook wel als ondersoort van de lettersierschildpad (Trachemys scripta) gezien.

## Uiterlijke kenmerken
Het rugschild is ovaal en langwerpig en wordt maximaal ongeveer 27 centimeter lang, mannetjes blijven kleiner dan de vrouwtjes. Op het midden van het schild is een kiel aanwezig die bij de juvenielen duidelijk te zien is en bij oudere dieren vervaagt. Het rugschild is bruin tot groen met op iedere hoornplaat onregelmatige gele, groene of rode vlekjes. De marginaalplaten (de platen aan de rand van het schild) hebben elk een gele, naar buiten wijzende streep. Het buikschild is geel tot oranje, de randen van de buikplaten zijn donker gekleurd. Mannetjes zijn melanisch en krijgen uiteindelijk een geheel zwart buik- en rugschild. De kop is groen en heeft vele gele tot oranje, donker omzoomde strepen en vlekken. Ook op de keel, nek en poten zijn gele strepen aanwezig.

## Algemeen
De Braziliaanse sierschildpad komt voor in Zuid-Amerika, in Argentinië, Brazilië en Uruguay. De habitat bestaat uit vijvers, meren, moerassen, rivieren en andere wateren, een zachte bodem, veel onderwatervegetatie, een zwakke waterstroom en voldoende zonplaatsen hebben de voorkeur. De schildpad is voornamelijk carnivoor, het voedsel bestaat uit weekdieren, vissen, amfibieën en ongewervelden, waarschijnlijk wordt ook plantaardig materiaal gegeten. Over de voortplanting is niet veel bekend.

## Ondersoorten
Er worden twee ondersoorten erkend, die verschillen in het uiterlijk en het verspreidingsgebied.
- Ondersoort Trachemys dorbigni dorbigni
- Ondersoort Trachemys dorbigni brasiliensis